# Roya Ramezani
Roya Ramezani é uma estilista iraniana e ativista dos direitos das mulheres. Em 2017, foi incluída na lista das 100 Mulheres da BBC.

## Carreira
Roya nasceu no norte do Irã e foi criada em Teerã, mas mudou-se para Toronto, no Canadá, para ficar com a família e estudar. Estudou em três universidades diferentes, incluindo a York University e a School of Visual Arts na cidade de Nova York. Começou a trabalhar em uma equipe diversificada no Vale do Silício como estagiária no Google, mas percebeu que as mulheres da equipe não interagiam nas reuniões da mesma forma que os homens. Isso levou a sua tese na SVA intitulada "Expoente: Amplificando as Vozes Femininas no Discurso Tecnológico". Inspirada no Hansen Writing Ball, ela desenvolveu um novo teclado com o objetivo de capacitar as mulheres a usar uma linguagem mais assertiva, reduzindo o tamanho das teclas e adicionando atalhos de palavras inteiras como "afirmar", "discordo" e "insistir". Ela se mudou para São Francisco na Califórnia, onde começou a trabalhar para o JPMorgan na equipe de inovação da filial.
Ela foi nomeada uma das 100 Mulheres da BBC no ano de 2017. Como parte disso, ela falou em um evento no Computer History Museum em Mountain View, Califórnia, sobre os problemas enfrentados pelas mulheres no campo do desenvolvimento tecnológico. Isso incluiu desenvolvimentos em tecnologia vestível e realidade aumentada. O trabalho de Ramezani nessa área foi elogiado por seus chefes no JPMorgan.
Roya também criou uma instalação de arte em Palo Alto, Califórnia, que foi inaugurada em 5 de outubro de 2017, mesmo dia da reportagem inicial sobre as acusações de má conduta sexual de Harvey Weinstein. A arte, construída em um quadro, trazia a hashtag " #Me Too". Esta hashtag foi originalmente cunhada em 2006 por Tarana Burke, embora Ramezani tenha dito que a inspiração para seu trabalho veio de uma agressão sexual que ela sofreu enquanto estava na universidade e da resposta de seus amigos. Nos dias seguintes à instalação, a atriz Alyssa Milano usou a hashtag em relação a Weinstein, fazendo com que viralizasse.